# East Rochester (Ohio)
East Rochester – jednostka osadnicza w Stanach Zjednoczonych, w stanie Ohio, w hrabstwie Columbiana.